# 42 Dywizja Strzelecka (ZSRR)
42 Dywizja Strzelecka (ros. 42-я стрелковая дивизия) – związek taktyczny piechoty Armii Czerwonej.
Sformowana 17 stycznia 1940 roku w Leningradzkim Okręgu Wojskowym z samodzielnych pododdziałów piechoty i batalionów roboczych Karelskiego Okręgu Wojskowego jako 42 Zmechanizowana Dywizja Strzelecka. 
Po wojnie z Finlandią w sierpniu 1940 została włączona w skład Zachodniego Specjalnego Okręgu Wojskowego. 
W czerwcu 1941 roku pod dowództwem płka Iwana Łazarenki wchodziła w skład 28 Korpusu Strzeleckiego, 4 Armii Frontu Zachodniego. Po ataku III Rzeszy na Związek Radziecki broniła się w twierdzy Brześć. Rozformowana  27 grudnia 1941 roku. 
Jej numer przejęła dywizja sformowana w Nadwołżańskim Okręgu Wojskowym.
W 1943 roku w składzie 33 Armii walczyła pod Lenino.

## Dowódcy dywizji
- gen. mjr Iwan Łazarienko[1] (01.01.1940 - 31.07.1941)

## Struktura organizacyjna
- 44 Pułk Strzelecki
- 455 Pułk Strzelecki
- 459 Pułk Strzelecki
- 472 Pułk Artylerii Lekkiej
- 17 Pułk Artylerii Haubic
- batalion przeciwpancerny,
- batalion artylerii przeciwlotniczej,
- batalion zwiadu,
- batalion saperów i inne służby.